# اشغال نظامی
اشغال نظامی (انگلیسی: Military occupation) به کنترل موقت مؤثر قدرت در یک سرزمین خاص که تحت حاکمیت رسمی اما بدون حاکمیت واقعی است، به وسیله نیروهای نظامی گفته می‌شود. اشغال نظامی در ماهیت با ضمیمه کردن یک منطقه به حکومت خود، متفاوت است چراکه موقتی است و با ادعا برای حاکمیت دائم بر یک سرزمین، متفاوت است. این اشغال، بر اساس طبیعت نظامی‌اش، حقوق شهروندی را به جمعیت تحت انقیادش، اعطا نمی‌کند.